# Tresnuraghes
Tresnuraghes is een gemeente in de Italiaanse provincie Oristano (regio Sardinië) en telt 1261 inwoners (31-12-2004). De oppervlakte bedraagt 31,5 km², de bevolkingsdichtheid is 40 inwoners per km².
De volgende frazioni maken deel uit van de gemeente: Porto Alabe.

## Demografie
Tresnuraghes telt ongeveer 580 huishoudens. Het aantal inwoners daalde in de periode 1991-2001 met 6,1% volgens cijfers uit de tienjaarlijkse volkstellingen van ISTAT.
| Jaar | Inwoneraantal |
| ---- | ------------- |
| 1991 | 1380          |
| 2001 | 1296          |

## Geografie
De gemeente ligt op ongeveer 257 m boven zeeniveau.
Tresnuraghes grenst aan de volgende gemeenten: Cuglieri, Flussio (NU), Magomadas (NU), Sennariolo.